# Aristolochia ovatifolia
Aristolochia ovatifolia är en piprankeväxtart som beskrevs av S.M. Hwang. Aristolochia ovatifolia ingår i släktet piprankor, och familjen piprankeväxter. Inga underarter finns listade i Catalogue of Life.